# Ola Aina
Ola Aina, né le 8 octobre 1996 à Southwark (Londres), est un footballeur international nigérian qui évolue au poste de défenseur à Nottingham Forest.

## Biographie

### En club
Formé au Chelsea FC qu'il rejoint à l'âge de dix ans, Ola Aina participe à son premier match amical avec l'équipe première le 19 juillet 2014 face à l'AFC Wimbledon. L'été suivant, il participe à la tournée de pré-saison des Blues et prend part à trois matchs du tournoi amical de l'International Champions Cup 2015. Ses performances plaisent à José Mourinho, qui l'inclut dans l'effectif de Chelsea pour la saison 2015-2016. Malgré cela, Aina ne joue pas un seul match avec les professionnels lors de cette saison et ne souhaite pas prolonger son contrat, qui se termine en juin 2016. Il devient alors cible de rumeurs de transferts pendant le marché des transferts hivernal de janvier 2016 et Arsenal est intéressé par son profil.
Le 6 juillet 2016, le défenseur signe finalement un nouveau contrat de quatre ans avec Chelsea. Il participe à la tournée de pré-saison des Blues en Autriche et aux États-Unis, disputant les six matchs amicaux estivaux du club londonien. Le 23 août 2016, Aina dispute sa première rencontre officielle sous le maillot de son club formateur en League Cup face aux Bristol Rovers. Titulaire, il est remplacé par John Terry à la 77e minute et Chelsea l'emporte 3-2.
Le 15 octobre suivant, Ola Aina joue son premier match de Premier League contre Leicester City (victoire 3-0). Il prend part à six rencontres tout au long de la saison 2016-2017.
Le 11 juillet 2017, il est prêté pour une saison au Hull City AFC. Le 5 août suivant, il dispute son premier match sous les couleurs des Tigers face à Aston Villa (1-1). Aina réalise une saison pleine puisqu'il prend part à quarante-six matchs toutes compétitions confondues avec Hull avant de retrouver le club de Chelsea à l'issue de la saison.
Le 15 août 2018, Aina signe un nouveau contrat de trois ans avec Chelsea avant d'être de nouveau prêté pour une saison, cette fois au Torino FC. Il inscrit un but en trente-deux matchs sous le maillot du club italien.
Le 11 juin 2019, il s'engage définitivement avec le Torino FC.
Le 11 septembre 2020, Aina est prêté pour une saison au Fulham FC.
Le 22 juillet 2023, Ola Aina s'engage librement avec Nottingham Forest.

### En sélection
Sélectionné dans toutes les catégories de la sélection anglaise entre les moins de seize ans et les moins de vingt ans, Ola Aina décide ensuite de représenter le Nigeria et acquiert un passeport nigérian en mai 2017. Le 7 octobre 2017, il honore sa première sélection avec les Super Eagles à l'occasion d'un match comptant pour les éliminatoires de la Coupe du monde 2018 face à la Zambie (victoire 1-0).
Deux ans plus tard, il est convoqué pour disputer la Coupe d'Afrique des nations 2019. Ola Aina dispute également la Coupe d'Afrique des nations 2021.
Le 29 décembre 2023, il est retenu dans la liste des vingt-cinq joueurs nigérians sélectionnés par José Peseiro pour disputer la Coupe d'Afrique des nations 2023.

## Statistiques
| Saison                | Club                  | Championnat           | Championnat | Championnat | Coupe(s) nationale(s) | Coupe(s) nationale(s) | Compétition(s) continentale(s) | Compétition(s) continentale(s) | Compétition(s) continentale(s) | Nigeria | Nigeria | Total | Total |
| Saison                | Club                  | Division              | M.          | B.          | M.                    | B.                    | Comp.                          | M.                             | B.                             | M.      | B.      | M.    | B.    |
| 2016-2017             | Chelsea FC            | Premier League        | 3           | 0           | 3                     | 0                     | -                              | -                              | -                              | -       | -       | 6     | 0     |
| 2017-2018             | Hull City AFC (prêt)  | Championship          | 44          | 0           | 2                     | 1                     | -                              | -                              | -                              | 5       | 0       | 51    | 1     |
| Sous-total            | Sous-total            | Sous-total            | 47          | 0           | 5                     | 1                     | -                              | 0                              | 0                              | 5       | 0       | 57    | 1     |
| 2018-2019             | Torino FC (prêt)      | Serie A               | 30          | 1           | 2                     | 0                     | -                              | -                              | -                              | 7       | 0       | 39    | 1     |
| 2019-2020             | Torino FC             | Serie A               | 32          | 0           | 2                     | 0                     | C3                             | 3                              | 0                              | 5       | 0       | 42    | 0     |
| 2021-2022             | Torino FC             | Serie A               | 21          | 0           | 2                     | 0                     | -                              | -                              | -                              | 8       | 0       | 31    | 0     |
| 2022-2023             | Torino FC             | Serie A               | 18          | 2           | 1                     | 0                     | -                              | -                              | -                              | 1       | 0       | 20    | 2     |
| Sous-total            | Sous-total            | Sous-total            | 101         | 3           | 7                     | 0                     | -                              | 3                              | 0                              | 21      | 0       | 132   | 3     |
| 2020-2021             | Fulham FC (prêt)      | Premier League        | 6           | 1           | 2                     | 0                     | -                              | -                              | -                              | 4       | 0       | 12    | 1     |
| Sous-total            | Sous-total            | Sous-total            | 6           | 1           | 2                     | 0                     | -                              | 0                              | 0                              | 4       | 0       | 12    | 1     |
| 2023-2024             | Nottingham Forest     | Premier League        | 22          | 1           | -                     | -                     | -                              | -                              | -                              | 7       | 0       | 29    | 1     |
| 2024-2025             | Nottingham Forest     | Premier League        | 35          | 2           | 2                     | 0                     | -                              | -                              | -                              | 6       | 0       | 43    | 2     |
| 2025-2026             | Nottingham Forest     | Premier League        | 1           | 0           | 0                     | 0                     | C3                             | -                              | -                              | 0       | 0       | 1     | 0     |
| Sous-total            | Sous-total            | Sous-total            | 58          | 3           | 2                     | 0                     | -                              | 0                              | 0                              | 13      | 0       | 73    | 3     |
| Total sur la carrière | Total sur la carrière | Total sur la carrière | 212         | 7           | 16                    | 1                     | -                              | 3                              | 0                              | 43      | 0       | 274   | 8     |